# Alexandra Dindiligan
Alexandra Dindiligan (* 16. Februar 1997 in Galați, Rumänien) ist eine rumänische Handballspielerin, die für die rumänische Nationalmannschaft aufläuft.

## Karriere

### Im Verein
Dindiligan spielte anfangs in ihrer Geburtsstadt bei CS Handbal-ART Galaţi und wechselte später zu CNOE Râmnicu Vâlcea. Zur Saison 2015/16 wurde sie vom rumänischen Erstligisten Universitatea Cluj unter Vertrag genommen, den sie fünf Jahre später in Richtung des Ligakonkurrenten HC Zalău verließ. Nachdem Dindiligan in der Saison 2020/21 mit 134 Treffern die meisten Tore für den HC Zalău geworfen hatte, schloss sie sich dem Erstligisten CSM Bukarest an. Mit CSM Bukarest gewann sie 2023, 2024 und 2025 die rumänische Meisterschaft sowie 2022, 2023, 2024 und 2025 den rumänischen Pokal.

### In Auswahlmannschaften
Dindiligan belegte mit der rumänischen Jugendnationalmannschaft den sechsten Platz bei der U-17-Europameisterschaft 2013 sowie den ersten Platz bei der U-18-Weltmeisterschaft 2014. Anschließend nahm die Außenspielerin mit der rumänischen Juniorinnennationalmannschaft an der U-19-Europameisterschaft 2015 und an der U-20-Weltmeisterschaft 2016 teil, wobei sie beim letztgenannten Turnier die Bronzemedaille gewann. Ihre erste Turnierteilnahme mit der rumänischen A-Nationalmannschaft war bei der Europameisterschaft 2020. Weiterhin gehörte sie dem rumänischen Aufgebot bei der Europameisterschaft 2022 und bei der Weltmeisterschaft 2023 an.